# プリンシス・オブ・ザ・ユニヴァース
「プリンシス・オブ・ザ・ユニヴァース」 (Princes of the Universe) は、フレディ・マーキュリー作曲の楽曲であり、クイーンにより演奏される。この曲は、映画『ハイランダー 悪魔の戦士』のサウンドトラックとして書かれ、1986年のアルバム『カインド・オブ・マジック』よりリリースされた。

## 解説
この曲は、クレジットがフレディとなったこのアルバムの中で唯一の曲である。その後、この曲は、『暗黒の戦士 ハイランダー』のテーマソングとしても使われた。この曲は、イギリスではシングルとしてリリースされておらず、ヒットチャートとはならなかったが、これはカルト映画であったためと考えられる。この映画では、初めのギターソロがカットされている。
歌詞は、不死者の観点で作られており、不死という境遇、不死ゆえの定命者に対する優越性、そのことで永遠に直面せざるをえない試練、といったことについて述べている。歌詞の一部は、クイーンに関するもの、とりわけフレディ・マーキュリー自身に関するものだと解釈されることがある。例えば、「世間じゃ、こう言ってる。おまえの全盛期は過ぎたと。だけど、俺が目指すのはもっと先、月はおろか、星々の彼方だ。(People talk about you, people say you've had your day / I'm a man that will go far, find the moon and reach for the stars.)」といったフレーズである。映画でかかる重要な曲として『リヴ・フォーエヴァー』も使われているが、そちらはこの歌を引き立てる裏テーマの役割を担っている。

## プロモーション・ビデオ
プロモーション・ビデオは、ラッセル・マルケイによって監督され、映画からのシーンを挿入して、コナー・マクラウド（クリストファー・ランバート）とフレディ・マーキュリー（フレディは、彼のトレードマークでもある剣のスタンドマイクを巧みに操る）の間で剣の戦いが行われ、シルバーカップスタジオのネオンの一部がステージに取り付けられている。ビデオでは、ギタリストのブライアン・メイがレッド・スペシャルなしで出演しており、その代わりに白いWashburn RR11Vを使っている。このビデオは、シングルが出たときにミュージック・ビデオ・ステーションズ（アメリカ）で実際に多く再生されたが、チャート入りはしなかった。『グレイテスト・フリックスIII』(VHS、1999年) や『グレイテスト・ビデオ・ヒッツ2』(DVD、2003年) がリリースされるまで、このビデオを所有する人は、北アメリカを除いてファンでもほとんど見られなかった。

## 担当
- フレディ・マーキュリー - リード・ヴォーカル、コーラス、ピアノ、シンセサイザー
- ブライアン・メイ - エレクトリック・ギター、コーラス
- ジョン・ディーコン - ベースギター
- ロジャー・テイラー - ドラム、コーラス

## 収録曲
イギリス盤
1. プリンシス・オブ・ザ・ユニヴァース - Princes of the Universe (Mercury)
2. 紅い薔薇を君に - A Dozen Red Roses For My Darling (Taylor)

日本盤
1. プリンシス・オブ・ザ・ユニヴァース - Princes of the Universe (Mercury)
2. リヴ・フォーエヴァー - Who Wants to Live Forever (May)